# شنغهاي في ثلاثينيات القرن العشرين
وصلت شنغهاي إلى أوج إزدهارها في فترة الثلاثينات، وقُبِلت عدة موانئ تجارية بالهجوم من قبل الحكومة مثل: هان كوو، جوانغ تزو وهونغ كونغ في فترة العشرينات، فكان نتيجة لذلك أن ترنّحت مكانتها، وفتحت أبوابها للتجار الصينين والأجانب للازدهار بها. عندما تم إعلان نان دينغ كعاصمة لجموهرية الصين الشعبية عام 1928، اتجه أُناس كثيرون من بكين وتيان دينغ إلى شنغهاي للمكوث فيها. 

## ناطحات السحاب
بعد عام 1925 قام مجلس البلدية بشنغهاي بإيقاف بناء وإصلاح الطرق في منطة الامتيازات الأجنبية بشنغهاي، وتم ايضاً عرقلة توسع الامتيازات الأجنبية، ومن ثمّ تم التوسع في بناء ناطحات السحاب في حدود نطاق منطقة الامتيازات الأجنبية، مما أدى بدوره ارتفع سعر الأرض في شنغهاي يوم الخامس من سبتمبر عام 1929، وتم تدشين أول مبنى يتعدى العشرة أدوار في شارع نان دينغ ب واي تان في شنغهاي. مجموعة الأبنية المكنوة من ثلاث عشرة طابقاً، والتي تُدعى «منزل ساسون» المعروف حالياً ب (مطعم السلام). ثم تمَ تدشين مبنى آخر يتكون من أربعة عشر طابقاً بشارع ماو ويمنغ نان بشنغهاي. يُسمى شقة خوا ماو والمعرفة الآن ب (مطعم جين جيانغ). بعد ذلك بعشرة أعوام تم بناء 31 ناطحة سحاب في شنغهاي، متخطية في ذلك بقية المدن الصينية الأخرى. قصور بوردواي المعروف الآن ب (shang hai da xia )، شارع شمال سوتجو رقم 2، وفي شهر ديسمبر من نفس العام، قامت تم بناء ناطحة سحاب الأوتيل العالميالموجودة في منطقة (jing an si) و يُعرف حالياً (شارع نان دينغ).

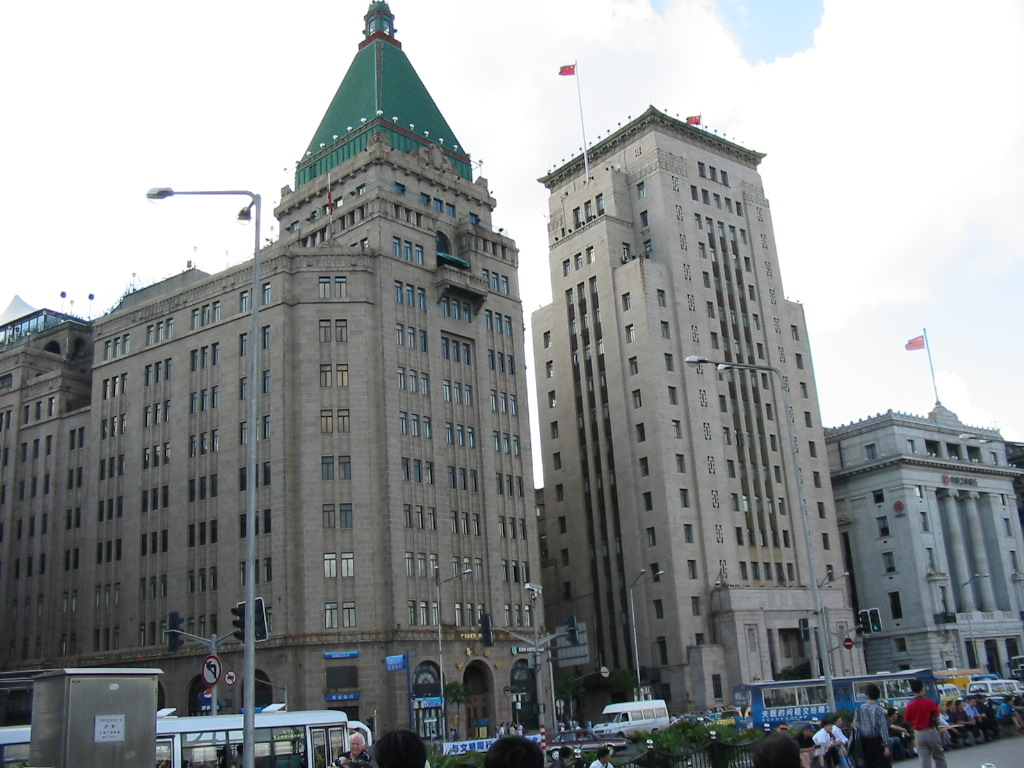
مبني البنك الصيني الكبير

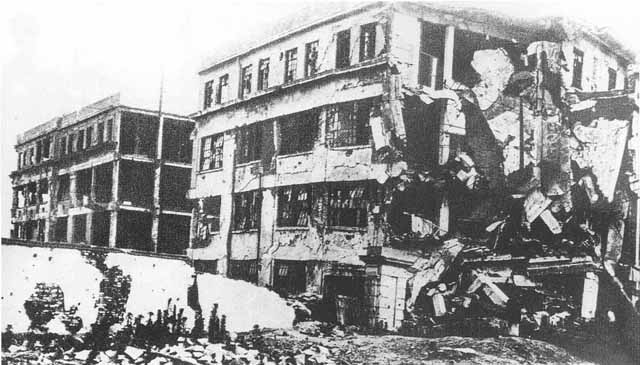
صورة مبنى الصحافة التجارية بعد تدميره عام 1932

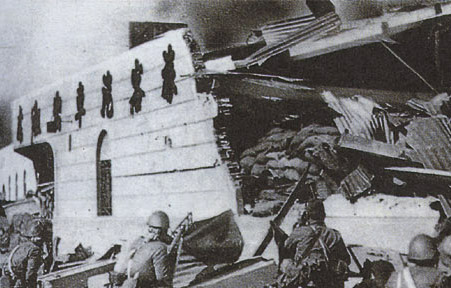
معركة شنغهاي عام 1937

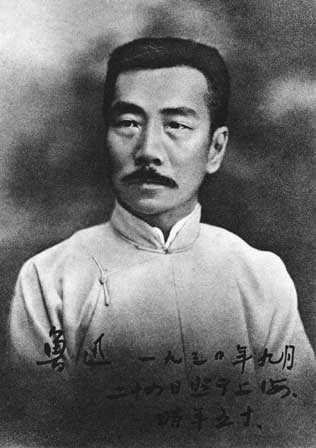
صورة ل لوشيون في شنغهاي عام 1930

## خطة بناء وسط مدينة شنغهاي الجديدة
قررت حكومة شنغهاي في تموز عام1929، ببناء شارع ديانغ وان في المنطة الشمالية، وبناء شارع تجا يين في المنطقة الجنوبية، وبناء شارع سونغ خو في المنطقة الشرقية في الجزء الشمالي الشرقي الخاص بمنطة الامتيازات الأجنبية، بالإضافة إلى المنطقة المحيطة بهاو التي تُسمى وسط مدينة شغنهاي الجديدة، بل وأصبحت في منافسة مع منطة الامتيازات الأجنبية نفسها.
قامت حكومة شنغهاي كذلك عام 1931 بوضع خطة لإصلاح وبناءأكثر من 130 طريق جديد في «منطقة شنغهاي الجديدة»، دمجوا كلمة الصين العشبية مع كلمة شنغهاي معاً في جملةٍ واحدةٍ، وبدأوا يُطلقوها على أسماءالشوارع. و قامواعام 1932 ببناء عدة طرق منها طريق سان مينغ المعروف حالياً ب (طريق سان من)، و طريق جانغ تشيان نيي المعروف حالياً بطريق (تشينغ يوان خواي). و الذي الانتهاء عام 1933 من بناء منبى الحكومة فيه، والمعروف حالياً ب ( منبى جامعة شنغهاي للرياضة) رقم 650، تم إصلاح طريقي جوا دينغ وجانغ نان والمعروف حالياً بطريق (بان شانغ).
جانغ نان والمعروف حالياً بطريق(الجبل الأسود). وأكثر من عشرين طريقاً آخراً.
في شهر آب من عام 1935 تم الانتهاء من بناء استاد مدينة شنغهاي المعروف حالياً ب (استاد ديانغ وان بمدينة شنغهاي) الموجود حالياً بشارع سونغ خو رقم 245.
وفي نفس الفترة، وتحت خطة وضعتها حكومة نان جينغ، تم البدأ في إصلاح شبكات الطرق السريعة، وتم الانتهاء من بناء طريق الخو خونغ في العاشر من ترشين الأول عام1932. وتم الانتهاء من بناء طريق خو سو ليصبح طريق ممهد للسيارات وذلك في الثامن من أيلول عام 1935 والمعروف الآن ب( طريق تزاو آن)، وتم الانتهاء من بناء طريق قصدير شنغهاي ليصبح ممهد لمرور السيارات وذلك في 15 من شهر آب.

## حرب الصين واليابان الثانية
علت الهتافات المنددة باليابان بعد حادثة 18 سبتمبر، عقد حوالي عشرون ألف صيني في الاستاد العام المعروف حالياً ب (استاد خو نان) مؤتمراً يهدف لمهاجمة اليابان وإنقاذ وطنهم وذلك في 26 من أيلول، وقد أعرب الجانب الياباني أنه سوف يتخذ التدابير للدفاع عن نفسه وحماية مصالح اليابانيين.
بعد انعقاد هذا المؤتمر بحاولي أربعة أشهر تم بناء أول مصنع نسيج بمعدات وإنتاج ضخم في تاريخ الصين، وذلك بالقرب من منطقة اليانغ بو الواقعة وسط مدينة شنغهاي وشرق منطقة الامتيازات الأجنبية بشنغهاي بشارع خوا ديا ما يو شان، وتم اغتيال الراهب الياباني، فقامت الصين بدفع الثمن باهظاً، وهو تدمير اليابانيون لمصنع النسيج، لم يكتفوا بذلك بل قاموا أيضاً بتدمير المحلات التجارية، واختراق منطقة الامتيازات، وقاموا بمهاجمة المحلات التجارية، قام الجيش البحري الياباني بالتحرك من طريق ستشوان الشمالي متجهاً إلى الغرب حيث خط الدفاع الخاص ب سكة حديد سونع خو، وقُبل بالمهاجمة العنيفة من قِبل الجيش الوطني التاسع عشر عند محطة تيانتونغ آن للشاحنات.
في الصباح الباكر من يوم 29 كانون الثاني، قامت الطائرات اليابانية بقصف في منطقة تجا بيي بوسط شنغهاي، حيث تم تدمير مبنى الصحافة التجارية و المكتبة الشرقية وهي أكبر مكتبة سرية في الصين _(حيث تحوي أكثر من 30 ألف كتاب)_ تم تدميرها أيضاً. استمر الصراع العنيف بين الصين واليابان في منطقة شمال تجاي بشانغهاي لأكثر من شهر، استغل الجانب الياباني كل قوة الجيوش لتكوين من ثلاث مجموعات بإجمالي سبعين ألف جندي، قام الجانب الصيني أيضاً انضم جانغ تجي جانغ ل الجيش الثوري القومي، حتى أن حكومة نان دينغ نٌقلت مؤقتاً إلى مدينة لويانغ، ثم عادت إلى ناندينغ مرة أخرى مثل:( شمال وشرق منطقة الامتيازات الأجنبية بشنغهاي، والمباني المحيطة بها أيضاً)،ومن ثم استقر الجيش مؤقتاً بمنطقة السكة الحديد التي تربط بين شنغهاي ونانجينغ الواقعة بمدينة آن تينغ اللتي تقع داخل منطقة ديا دينغ بشنغهاي حتى طول نهر اليانغستي. يُصنف موقع المعركة على أنها منطة غير مُسلحة وتفتقر لأغراض سياسية، تم تدمير ما يصل إلى 4202 منزل وفي منطقة تجا بيي اللتي يقطنها الصينيون، وبالتالي تهدمت حياة ما يقرب من 1.97 مليون أسرة.
قبل أن يقوم الجانبين الصيني والياباني بتوقيع اتفاقية السلام بين البلدين، قامت اليابان في آواخر شهر نيسان بتنظيم عرض عسكري بالحديقة الواقعة في منطقة هونغ كو بشنغهاي للاحتفال بطول عمر الإمبراطور بالإضافة إلى انتصار الجيش الياباني. انخرط مناهض اليابانين، الكوري يون بونغ جيل بصفوف جموع اليابانين اثناء الاحتفال، والقى قنبلة، هو الأمر الذي أدى إلى موت يوشينوري شيراكاوا، قطع إحدى أرجل السفير الياباني لدى الصين مامورو شيجميتسو، وفقد ملازم البحرية الياباني ياه تسون دى سان لانغ إحدى عينيه، بعد ذلك تم القبض على يون بونغ جيل وقتله في اليابان. 
بعد انتهاء شهر أيار وتحديداً في منتصف شهر آب عام 1937، قام شيانج كاي شيك نقل حوالي 700 ألف جندي صيني ( متضمناً جزء كبير من جيش النخبة)، ثم قامت معركة شنغهاي، والتي استمرت قرابة الثلاثة أشهر. على الرغم من الاستعدادات القوية التي اتخذها الجيش الصيني، إلا أنه هٌزم في نهاية المطاف من الجيش الياباني، خلال فترة الحرب تم تدمير منطقة تجاي بيي بأكملها، بالإضافة إلى نصف الجزء الشمالي من منطقة الامتيازات الأجنبية. مثل خونغ كوو، يانغ بوو اللذان يٌعدان منطقتا دفاع ياباني، ليس ذلك فقط، بل وأيضاً نطاق تاثير الدفاع الياباني ومجال نفوذ ل اليابان، جامعة تونغجي جامعة فودان جامعة شنغهاي للقانون وغيرها مما تم تفجيره.

## الفترة الانعزالية
```
منذ انقضاء فترة 
معركة شنغهاي
، وتحديداً في منتصف تشرين الثاني عام 1937، غادر الجيش الصيني جنوب مدينة شنغهاي، وبعد أربعة سنوات تحديداً في السابع من كانون الأول عام 1941، وقعت 
حرب المحيط الهادىء
، ظل جنوب شنغهاي تحت حكم الإنجليز والأمريكان في منطقة 
منطقة الامتيازات الأجنبية
 و 
جداول سوتجو
، واستمر ذلك لمدة تزيد عن أربع سنوات فيما يٌسمى بالفترة الانعزالية.
```

## الأدب
اجتمع عدد كبير من المثقفين في شنغهاي في الثلاثينيات، وابتداءاً من عام 1927 مكث لوشيون في الجزء الشمالي من منطقة الامتيازات الأجنبية لمدة عشرة أعوام، نشر خلالها عدة أعمال أدبية وأعمال مُترجمة، تعرف على عدد من اليابانين وأصبحوا أصدقاء. ثم مرض وتوفى عام 1936، بالإضافة إلى عدد من الكتاب اليسارين.

## الأفلام وقاعات الرقص
في فترة الثلاثينيات، حظى فيلم هوليوود الأمريكي بشعبية كبيرة في شنغهاي، بالإضافة إلى سينما جراند الموجودة في طريق معبد جيانغ آن بمنطقة الامتيازات الأجنبية، مسرح كاثي الموجودة بطريق xia fei بمنطقة الامتيازات الفرنسية، تم عرض الأفلام فيهم في هذه الفترة، استخدموا في ذلك أفضل المعدات متخصصة في عرض أفلام هوليوود، حيث تعرض السينمات من الدرجة الثانية والثالثة أيضًا أفلامًا محلية.
ففي ذلك الوقت كان مجال الأفلام متمركز في شنغهاي، من أكبر خمس شركات معروفة في هذا المجال: (شركة ming xing للأفلام، شركة tian yi للأفلام، شركة lian hua للأفلام، شركة yi hua للأفلام، شركة شين خوا للأفلام). في هذا الوقت ذِيع صيت العديد من الممثلين مثل: تشو شوان و روان لينغ يو وغيرهم. 
أغنيتها الشهيرة متى ستعود الموجودة في فيلمها والتي قامت العديد من المغنيات الأخريات بغنائها، ذِيع صيت الأغنية في بر الصين الرئيسي وتايوان،  عندما قامت المغنية الشهيرة دانغ لي دون بغنائها في الثمانينيات.
قاعة شيان يوة سي قاعة باي لا من قاعة حديقة لي دوو و هو العنوان القديم للمؤتمر الاستشاري السياسي لمدينة شنغهاي.
```
مي جاو ماي، وهو مبنى من خمسة طوابق، سُميت تلك القاعات في ذلك الوقت ب قاعات الرقص الكبرى في شنغهاي.
```